# Escorodita
L'escorodita és un mineral de la classe dels arsenats que rep el seu nom del grec skorodon, all.
Segons la classificació de Nickel-Strunz, l'escorodita pertany a «08.CD: Fosfats sense anions addicionals, amb H₂O, només amb cations de mida mitjana, amb proporció RO₄:H₂O = 1:2» juntament amb els següents minerals: kolbeckita, metavariscita, fosfosiderita, mansfieldita, strengita, variscita, yanomamita, parascorodita, ludlamita, sterlinghil·lita i rollandita.
Als territoris de parla catalana ha estat descrita a la mina «Iris 18» d'Escornalbou, a Riudecanyes (Baix Camp, Tarragona) i a la mina «San Ignacio» (Setcases, Girona).